# Hrabstwo Okeechobee
Okeechobee – hrabstwo w stanie Floryda, w USA. Jego siedzibą administracyjną jest Okeechobee.
Powierzchnia hrabstwa to 2309 km², w tym 320 km² (13,8%) stanowią wody. Obejmuje północną część jeziora Okeechobee. Gęstość zaludnienia wynosi 20,3 osoby/km².

## Miejscowości
- Okeechobee

## CDP
- Cypress Quarters
- Taylor Creek

## Sąsiednie hrabstwa
- Hrabstwo Indian River – północny wschód
- Hrabstwo Martin – wschód
- Hrabstwo St. Lucie – wschód
- Hrabstwo Glades – południowy zachód
- Hrabstwo Hendry – południowy zachód
- Hrabstwo Highlands – zachód
- Hrabstwo Polk – północny zachód
- Hrabstwo Osceola – północny zachód

## Demografia
Według spisu z 2020 roku liczy 39,6 tys. mieszkańców, co oznacza spadek o 0,9% w porównaniu z poprzednim spisem z roku 2010. Według danych pięcioletnich z 2022 roku 87,2% to biali (61,7% nie licząc Latynosów), 8,4% czarnoskórzy lub Afroamerykanie, 1,8% miało rasę mieszaną, 1,6% to rdzenna ludność Ameryki, 0,9% Azjaci i 0,2% pochodziło z wysp Pacyfiku. Latynosi stanowili 27,5% populacji hrabstwa.
Do największych grup należały osoby pochodzenia meksykańskiego (18,9%), irlandzkiego (10,7%), angielskiego (10,4%), niemieckiego (9,7%), „amerykańskiego” (9,1%), afroamerykańskiego i włoskiego (3,5%).

## Polityka
Hrabstwo jest silnie republikańskie, gdzie w wyborach prezydenckich w 2020 roku, 71,9% głosów otrzymał Donald Trump i 27,5% przypadło dla Joego Bidena.

## Religia
W 2020 roku, 5,7% mieszkańców zadeklarowało członkostwo w Kościele katolickim.